# Princz Oszkár
Princz Oszkár (1947. május 17. – 2004. április 10.) eszperantista, a magyarországi eszperantó-mozgalom képviselője. Vas megyéből származott. Miután fiatalon megismerkedett a semleges nemzetközi nyelv eszméjével, annak lelkes híve, és tragikusan korai, váratlan haláláig aktív terjesztője volt.

## Életpályája
1982-től a Magyar Eszperantó Szövetség (MESZ) hivatásos munkatársaként működött, előbb oktatási előadó, szervezőtitkár, majd titkár lett. Utolsó éveiben főtitkárként volt a magyar eszperantó mozgalom motorja. A rendszerváltás után páratlan erőfeszítést fejtett ki a hazai eszperantó mozgalom életben tartására és fejlesztésére. Megpróbálta fellendíteni az eszperantó turizmust, és megalapította az Espertur utazási irodát. A diplomához kötelező nyelvvizsgák bevezetése után kezdeményezte és lebonyolította az eszperantó nyelv akkreditációját, és a Rigó utcai Idegennyelvi Továbbképző Központ keretében beindította az eszperantó állami nyelvvizsgák rendszerét. Nemzetközi stratégiai összejöveteleket és tudományos konferenciákat szervezett az eszperantó nyelv használhatóságának és élő nyelvvé válásának a bizonyítására.
Utolsó éveiben érdeklődése a civil mozgalmak és a nyelvi jogok általános kérdései felé fordult. Ennek a problematikának a vizsgálatára, valamint a kis nyelvek védelmére létrehozta a Nyelvek Egyenjogúságáért Társaságot (NyET), valamint eszmetársával, Gados Lászlóval megalapította az Európai Unió és a Nyelvi Kérdés c. folyóiratot.
Kiváló nyelvtanár volt, első tankönyve 1984-ben jelent meg, melynek két kiadásából az évek során 20 000 példány fogyott el. A nyelvtanulók és vizsgázók tanulásának megkönnyítésére további könyveket és segédleteket adott ki (Felkészülés az állami nyelvvizsgára, szótárak, kazetták, CD-k).